# Евстратов, Николай Фёдорович
Николай Федорович Евстратов (7 февраля 1907, Белогорск — 20 января 1982, Москва) — советский архитектор. Директор института Генплана Москвы в 1953—1968 годах.

## Биография
Николай Евстратов родился 7 февраля 1907 года в Белогорске (Крым). Работал заведующим народными домами культуры в Крыму.
В 1929 году окончил рабфак искусств Высшего художественно-техническое училища, в 1934 году — Московский архитектурный институт, по окончании которого получил специальность «архитектор-планировщик» (планировка городов и населенных мест).
После окончания института работал в Архитектурно-планировочном управлении в мастерской № 6 Моссовета, где занимался планировкой Юго-Западного района. В 1936—1941 годах — районный архитектор Таганского района.
В 1941—1945 годах сражался на фронтах Великой Отечественной войны.
В 1947—1949 годах руководил архитектурно-планировочной мастерской № 5. В период с 1949 по 1953 год работал начальником отдела городских земель АПУ. С 1953 по 1968 год — директор Института Генплана Москвы.
Был одним из авторов планировки Юго-Западного и Юго-Восточного районов Москвы. Разрабатывал технико-экономические основы развития Москвы на 1961—1967 годы (с соавторами). Автор ряда печатных трудов. Как делегат неоднократно бывал за рубежом: посетил Мельбурн, ряд городов Финляндии, Болгарии, Венгрии.
С 1948 по 1949 год — член райкома Свердловского района Москвы. В 1948—1950 годах был председателем комиссии Архфонда. В 1968 году вышел на пенсию. В 1970—1972 годах — председатель секции ветеранов труда МОСА. С 1970 года — член правления МОСА.
Жил в Москве по адресу: Беговая улица, 7.